# Anastasía Abrámova
Anastasía Lavréntievna Abrámova-Tokunova (transliteración en ruso: Анастаси́я Лавре́нтьевна Абра́мова ) (26 de octubre de 1915-6 de agosto de 2012, Tomsk, Rusia) fue una botánica, brióloga, doctora en ciencias biológicas, profesora rusa.

## Biografía
Nacida en San Petersburgo, en el seno de una familia de trabajadores Lavrenti Serguéyevich Tokunov y su esposa María Kleméntievna. Desde 1933, trabajó en una fábrica mientras estudiaba en la Universidad de Leningrado, en 1934 ingresó en su Facultad de Biología, optando por la morfología y la sistemática de plantas superiores, donde estudió con el profesor Nikolái Bush.
Su primer artículo científico, publicado en 1938, lo dedicó al Género Festuca varia. Ya en 1937, se interesó en el estudio de la flora de briófitos. En 1939 se graduó con honores de la Universidad de Leningrado, continuando su educación en la escuela de posgrado.
En 1939 se casó con su compañero Iván Abrámov (1912-1990). Durante la Gran Guerra Patria, ella y su hija (Liudmila Abrámova, (1940 -) candidato de Ciencias Biológicas) fueron evacuados a Cherepovets, luego a Bashkiria. En 1944 se trasladó a la ciudad de Stalingrado, y después de la guerra, continuó sus estudios en posgrado, liderados por Alexándr Alexándrovich Korchaguin, también hizo una pasantía de verano con los estudiantes.
Desde 1946, trabajó como investigadora junior en el Instituto Botánico de la Academia Rusa de Ciencias. En 1947 recibió una licenciatura en ciencias biológicas, defendiendo la tesis sobre monografía de las familias Meesiaceae y Catoscopiaceae. Y desde 1954, fue investigadora senior.
Participó en la redacción de "Flora de plantas de esporas de la URSS." En 1979, se retiró. Y el 6 de agosto de 2012, murió a la edad de 96 años.

## Honores

### Eponimia
Especies de briófitas
- Entosthodon abramovae Fedosov & Ignatova, 2010